# Oskar Witt
Oskar Wilhelm Witt (* 9. April 1892 in Hamburg; † 20. April 1957 ebenda) war ein deutscher Bildhauer, Keramiker und Maler.

## Leben und Wirken
Witt besuchte die „Vorgängerschule“ der Hamburger Kunstgewerbeschule. Von 1907 bis 1911 machte er eine Bildhauer- und Steinmetzlehre, anschließend eine Holzbildhauerlehre. Danach studierte er von 1920 bis 1925 an der Landeskunstschule Hamburg bei Johann Michael Bossard, F. Wehland und Julius Wohlers. 1933 trat Witt der 1920 gegründeten Hamburgischen Künstlerschaft bei. 1944 war er Lehrer für den Bereich Plastik an der Hansischen Hochschule für bildende Künste Hamburg.

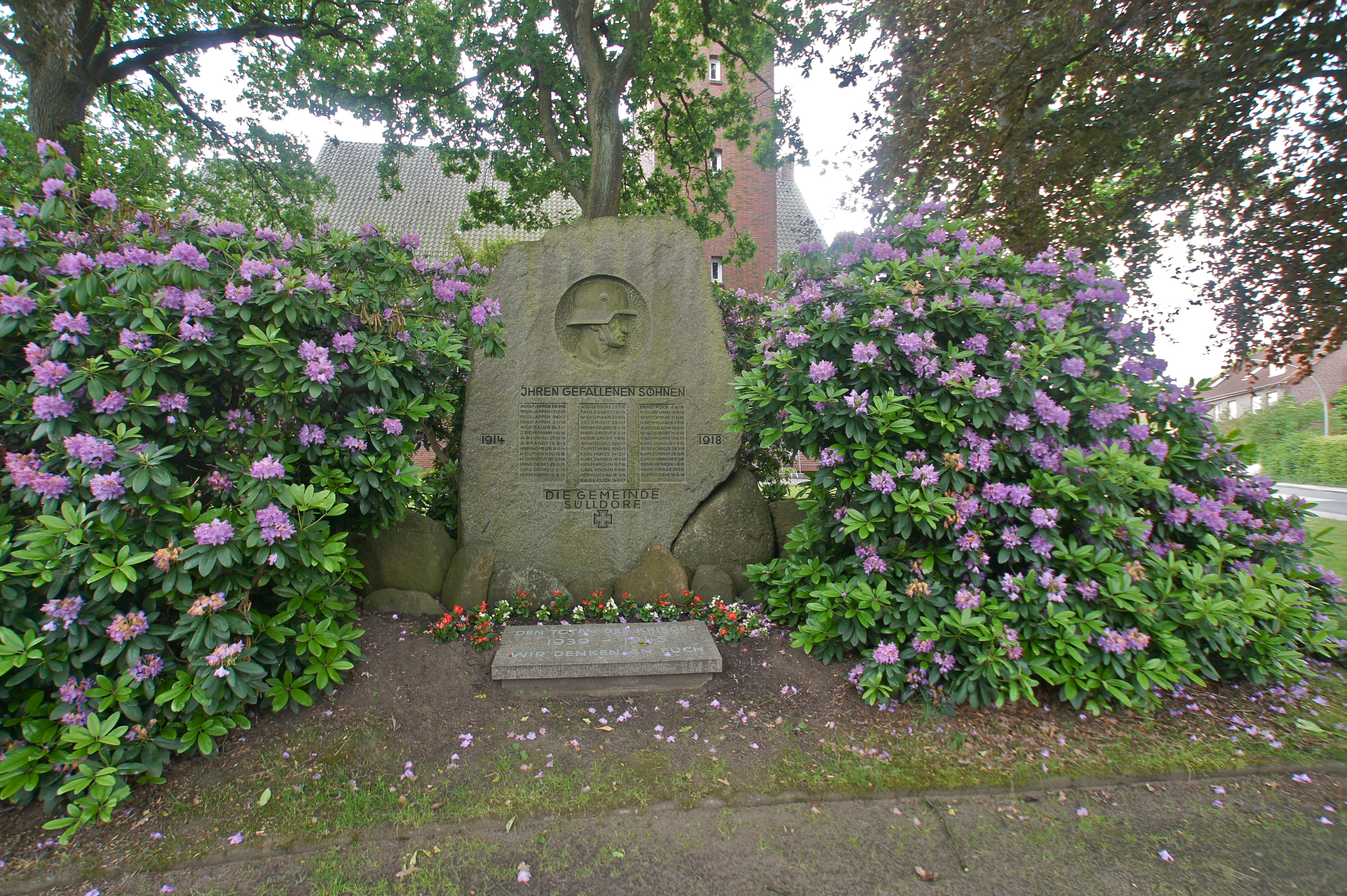
Denkmal 1914–1918, Sülldorf

Witt war überwiegend als Bildhauer und Keramiker tätig. Von ihm stammt der Entwurf von 1925 für das Denkmal für die Gefallenen des Ersten Weltkrieges vor der St. Michaelskirche in Sülldorfer Kirchenweg 189, Hamburg-Sülldorf. Zusammen mit dem Architekten Rudolf Matzen reichte Witt 1934 einen Wettbewerbsentwurf für das geplante „76er Denkmal am Dammtordamm“ ein, der mit dem vierten Preis honoriert wurde. Witt nahm an Gemeinschaftsausstellungen in der Hamburger Kunsthalle teil, beispielsweise 1937 zum Thema „Angewandte Kunst seit 1933“. Im Rahmen eines Projektes von Kunst im öffentlichen Raum fertigte er 1939 in Hamburg-Heimfeld im Straßenbereich Konsul-Francke-Straße/Hangstraße z. B. Keramik-Reliefs, Ehrentafeln und Brunnen an.
Auf dem Hamburger Friedhof Ohlsdorf gestaltete Witt Familiengräber, beispielsweise:
- 1926 Familie Meyer (Keramik)
- 1928 Familie Coen (Marmor) – Nachfolger: Familie Willich
- 1933 Familie Wolkau/Teubert (Marmor), mit Relief-Bodenplatte von 1918
- 1935 Familie Rieckmann (Marmor)
- 1940 Familie Witt (Muschelkalk)[3]
- 1944 Mutter Veldkamp (Muschelkalk)

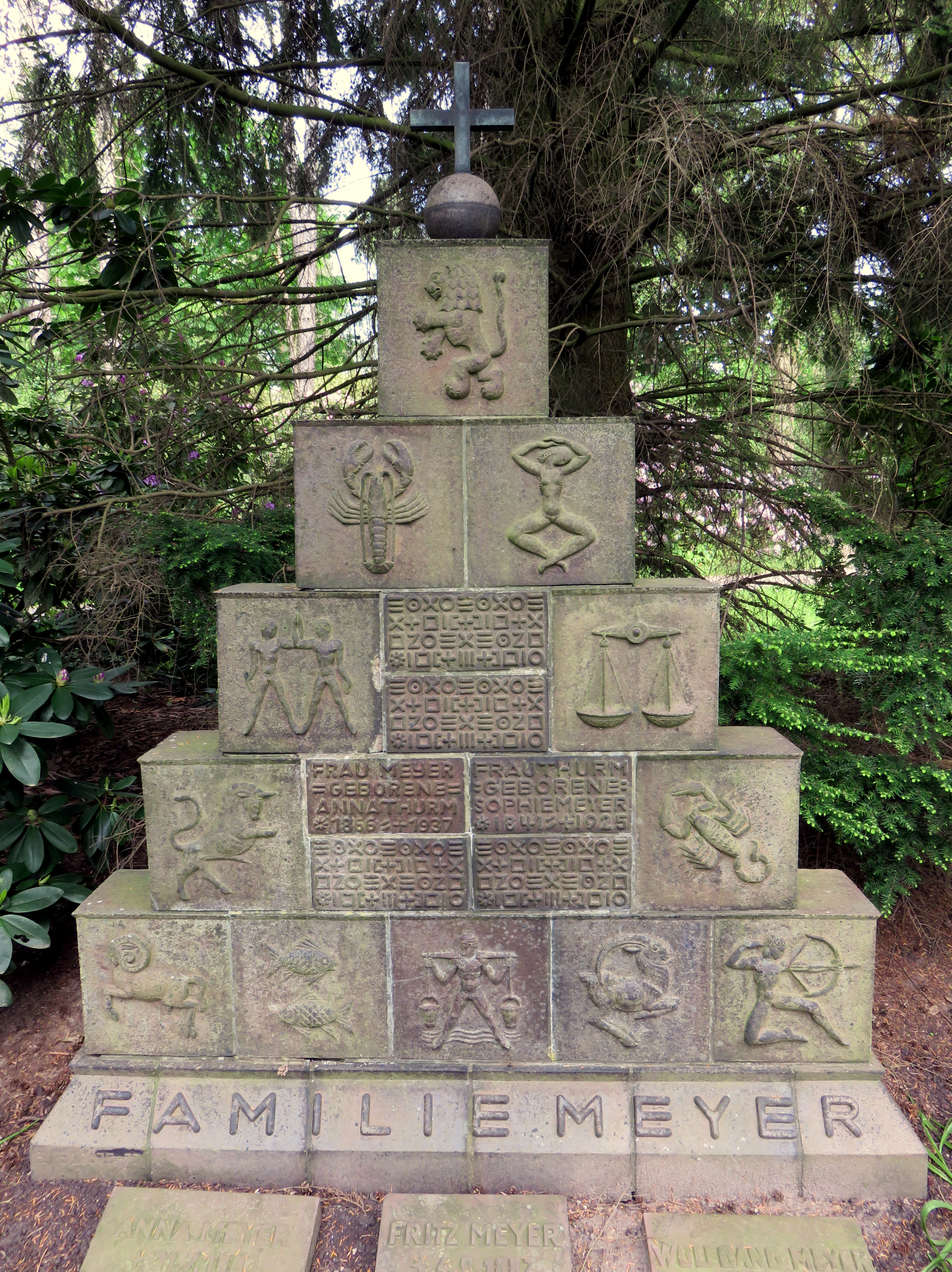
Grabmal Meyer
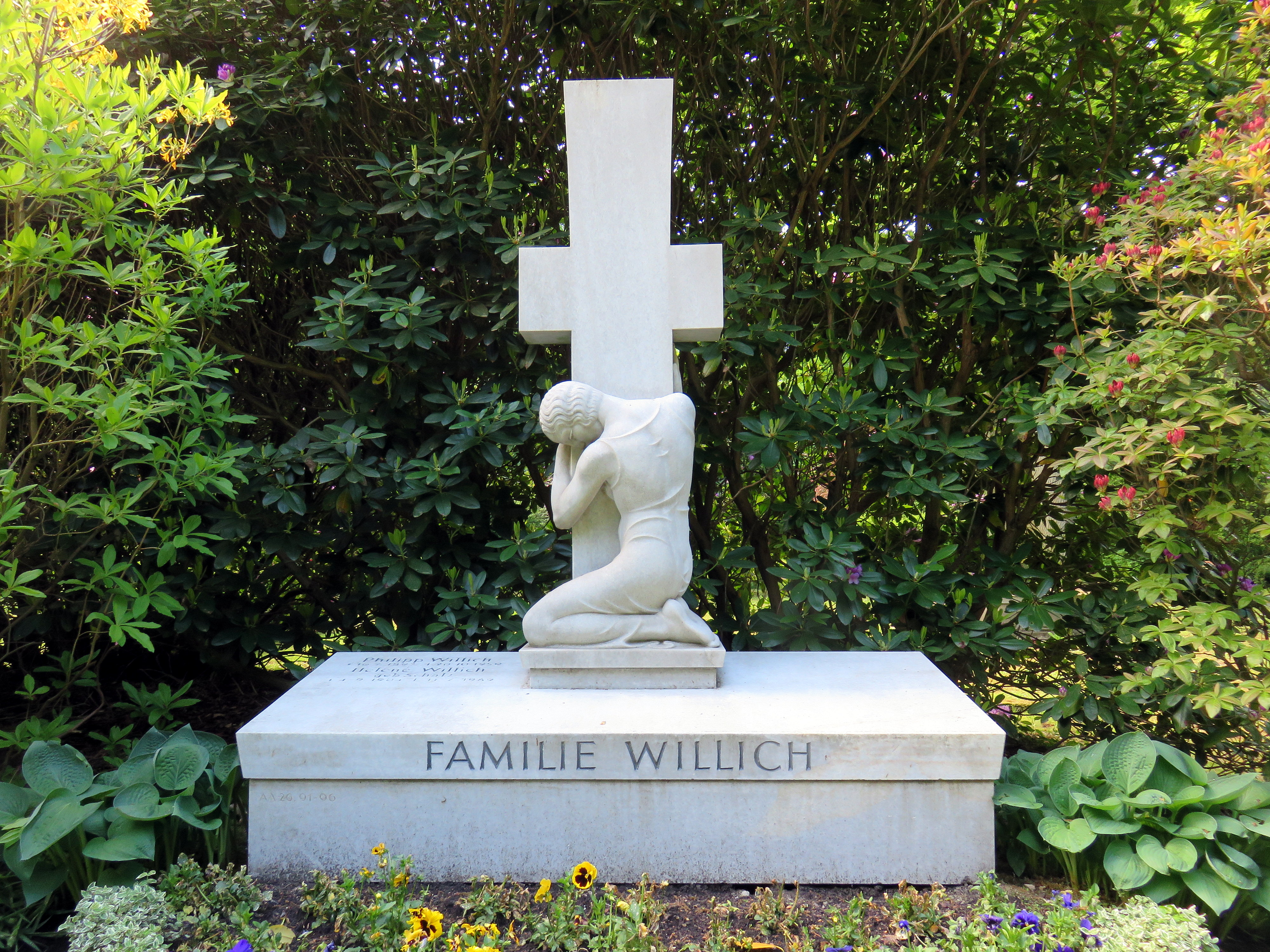
Grabmal Coen (jetzt Willich)
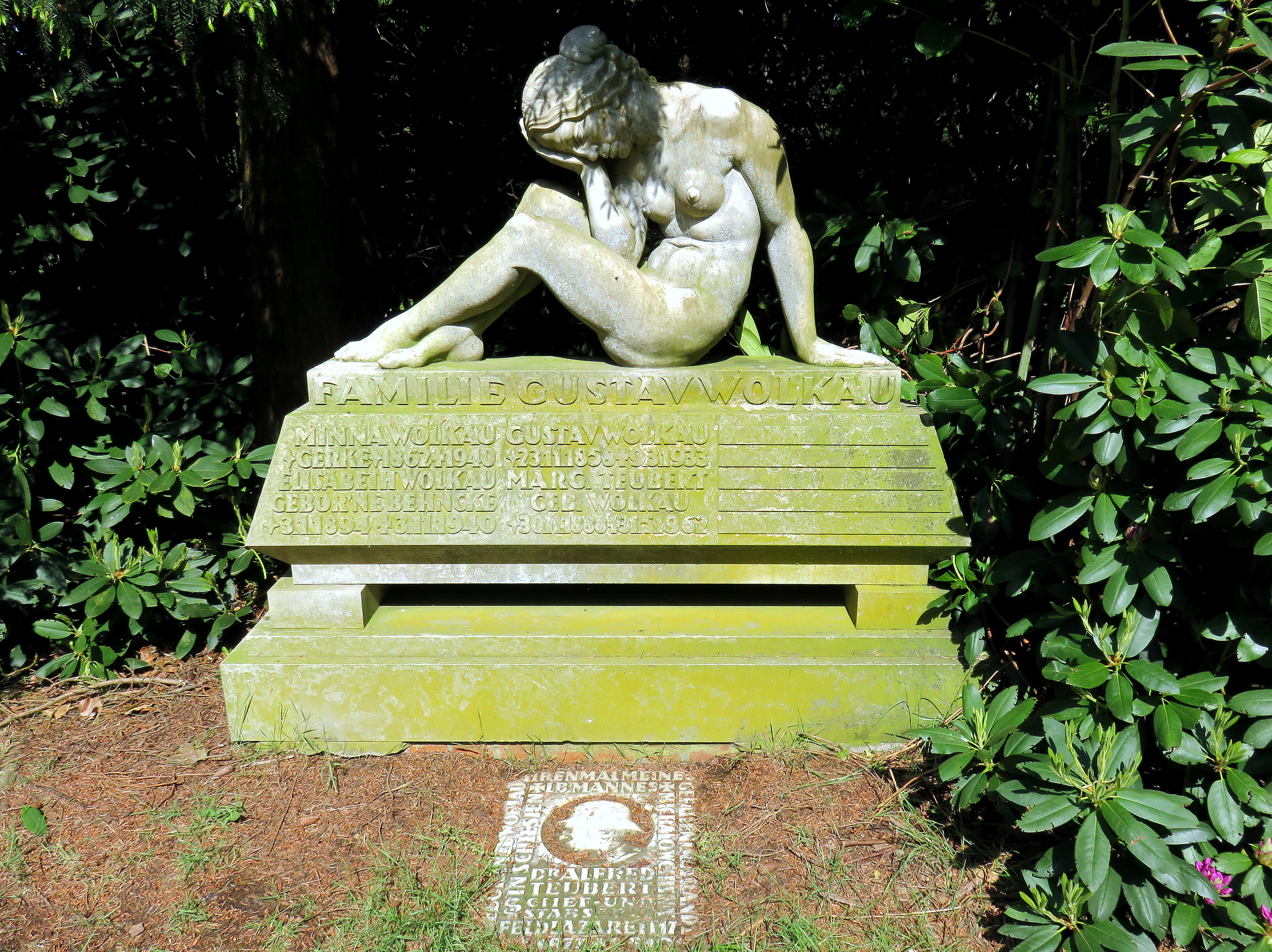
Grabmal Wolkau/Teubert
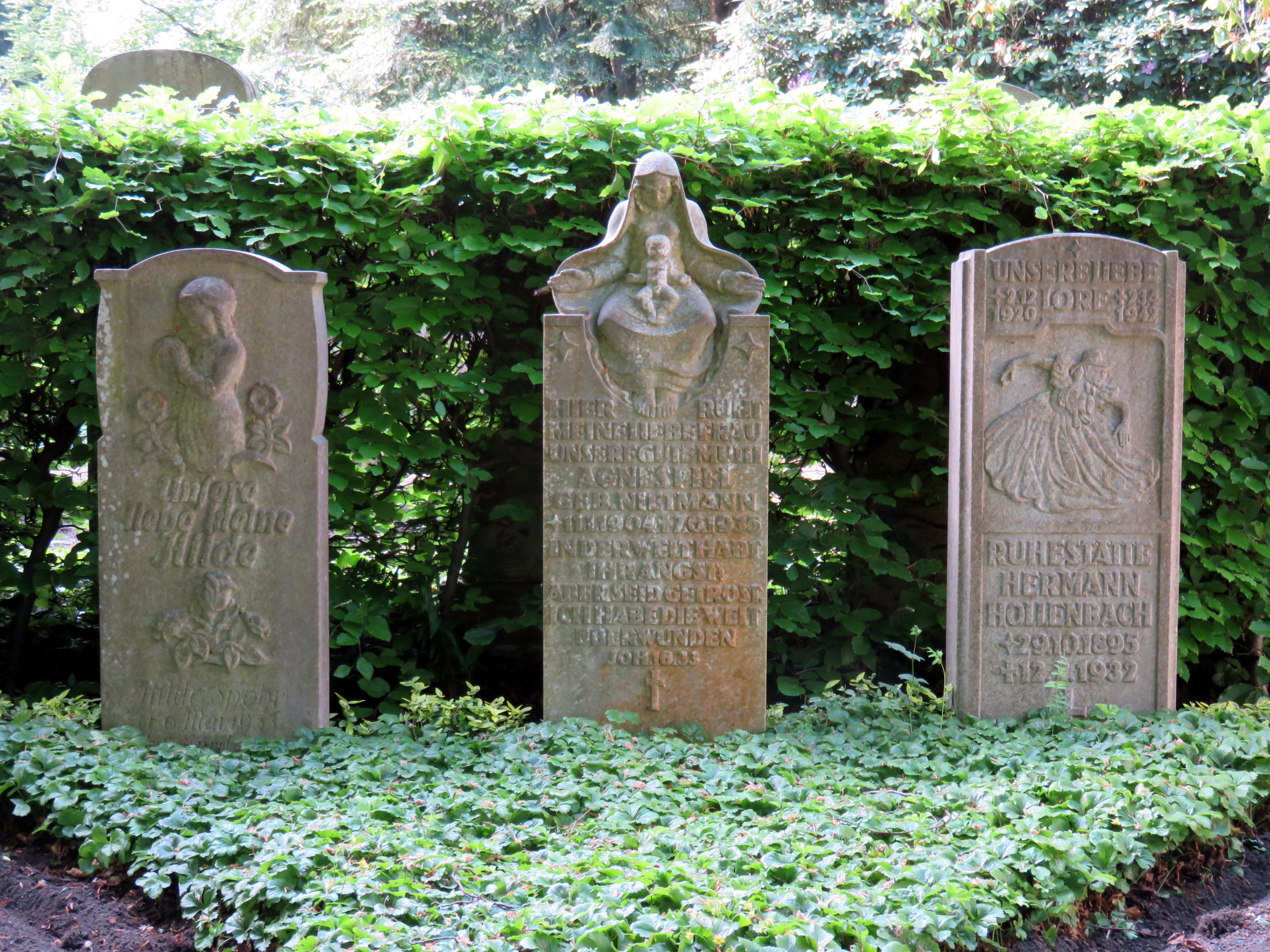
Gerettete Steine am Friedhofsmuseum
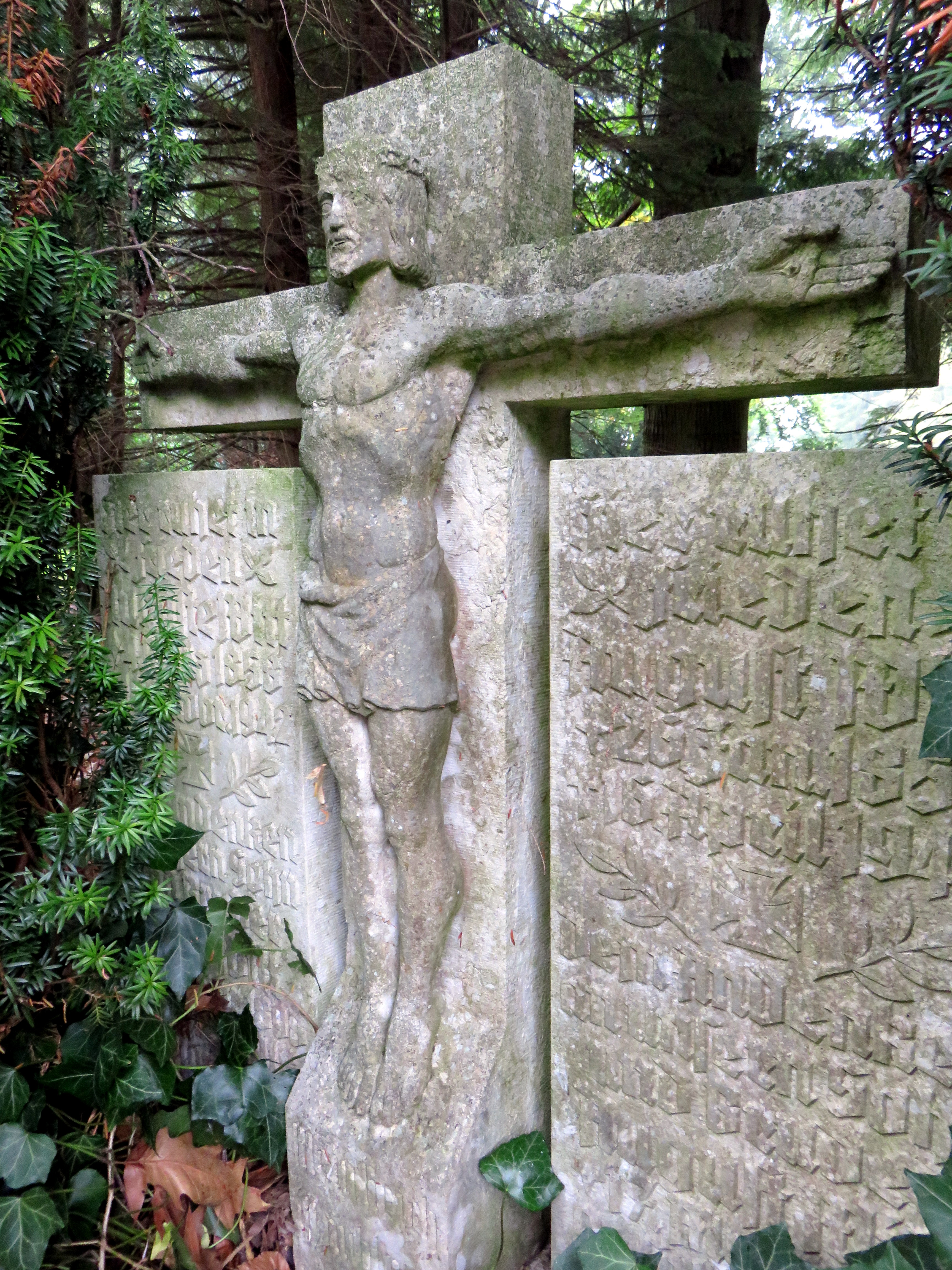
Grabmal Witt
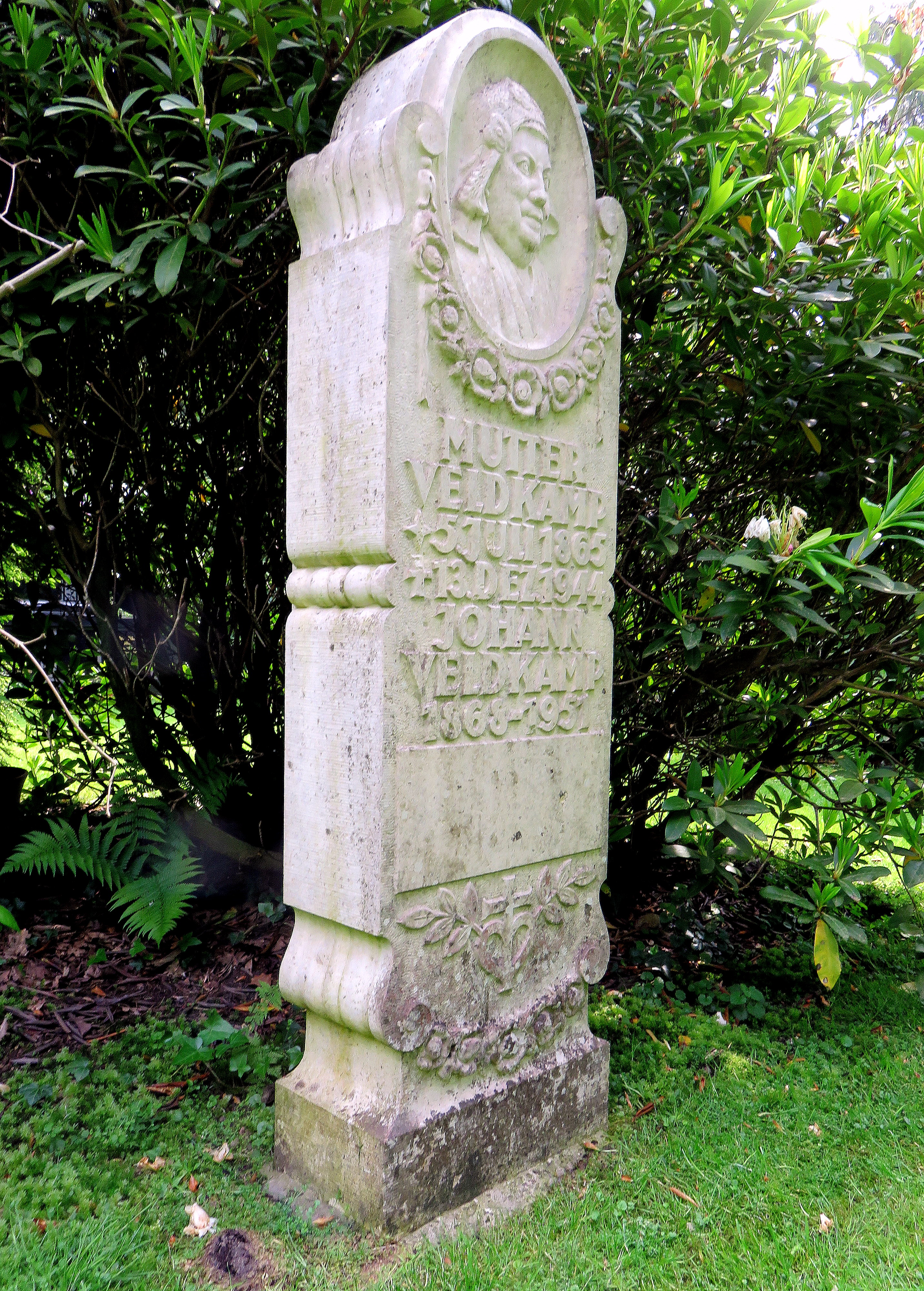
Grabmal Veldkamp im Garten der Frauen